# الحرجة (محافظة شرورة)
الحرجة هو مركزٌ سعوديٌ تابعٌ لمحافظة شرورة التابعة لمنطقة نجران، في المملكة العربية السعودية. المركز من الفئة (ب)، ورمزه 2434 حسب دليل الترميز الموحد للمناطق الإدارية بالمملكة العربية السعودية.